# جوئل فرای
جوئل فرای (انگلیسی: Joel Fry؛ زادهٔ ) یک هنرپیشه اهل بریتانیا است. وی از سال ۲۰۰۶ میلادی تاکنون مشغول فعالیت بوده‌است.
از فیلم‌ها یا برنامه‌های تلویزیونی که وی در آن نقش داشته است می‌توان به بازی تاج و تخت، ۱۰۰۰۰ سال پیش از میلاد و فیلم های کروئلا و دیروز  اشاره کرد.